# Die Spieler (film 1920)
Die Spieler è un film muto del 1920 diretto da Willy Zeyn.

## Produzione
Il film fu prodotto dalla Asslan-Film-Continentale.

## Distribuzione
Il film venne presentato a Berlino il 24 gennaio 1920.